# Райнер Малковски (награда)
Литературната награда „Райнер Малковски“ (на немски: Rainer-Malkowski-Preis) се раздава след 2006 г. на всеки две години от „Баварската академия за изящни изкуства“ в памет на поета Райнер Малковски. Наградата се спонсорира от „Фондация Райнер Малковски“.
Отличието има за цел „да поощрява немскоезичната литература“.
Наградата възлиза на 30 000 €.
Допълнително се раздава стипендия в размер на 10 000 €.

## Носители на наградата (подбор)
- Адолф Ендлер, Курт Драверт (2008) (поделена)
- Кристоф Мекел, Луц Зайлер (2012) (поделена)
- Клаус Мерц (2016)